# 坎蒂夫卡
49°36′39″N 27°24′16″E / 49.61083°N 27.40444°E
坎蒂夫卡（烏克蘭語：Кантівка）是位於烏克蘭西部的村莊，由赫梅利尼茨基州裡赫梅利尼茨基區的米羅柳布內市鎮負責管轄。該村面積0.22平方公里，海拔高度281米，2001年人口26。